# Sidi Aayad
Sidi Aayad  (in arabo سيدي عياد‎?) è un centro abitato e comune rurale del Marocco situato nella provincia di Midelt, regione di Drâa-Tafilalet. Conta una popolazione di 8 629 abitanti (censimento 2014).